# Рейчъл Билсън
Рейчъл Сара Билсън (на английски: Rachel Sarah Bilson) е американска актриса. Прави телевизионния си дебют през 2003 г. и впоследствие печели популярност с ролята си на Самър Робъртс в сериала „Ориндж Каунти - Кварталът на богатите“.

## Биография
Родена е на 24 август 1981 г. в Лос Анджелис, в семейство на шоумени. Когато е на 13-годишна възраст претърпява катастрофа, вследствие на която често има загуба на спомени и се оплаква от мигрена. Завършва средно училище „Walter Reed“ през 1996 г. и гимназия „Notre Dame“ през 1999 г.
Рейчъл дебютира в киното през 2003 г., като играе роли във филмите „Buffy the Vampire Slayer“, „8 Simple Rules for Dating My Teenage Daughter“ и в късометражния филм „Unbroken“. През август 2003 г. участва в сериала „Ориндж Каунти“ в ролята на Самър Робъртс, която я прави световноизвестна. Последната ѝ поява на големия екран е във филма „Телепорт“, който разбива бокс офисите в Америка. Актрисата заявява, че новата ѝ страст е модата и възнамерява все по-активно да навлиза в света на дизайна.
Тя е и рекламен модел на бонго колекция дънкови дрехи.
Рейчъл Билсън е на 6-о място в класацията на най-красивите дами в Америка за 2006 година.

## Филмография
| Година      | Филм                      | Роля          | Бележки           |
| ----------- | ------------------------- | ------------- | ----------------- |
| 2003        | Осем прости правила       | Джени         | 1 епизод          |
| 2003        | Бъфи, убийцата на вампири | Колийн        | 1 епизод          |
| 2003        | Непречупен                | Рейчъл        | Късометражен филм |
| 2004        | Шеметни години            | Кристи        | 1 епизод          |
| 2006        | Последната целувка        | Ким           |                   |
| 2003 – 2007 | Ориндж Каунти             | Самър Робъртс | 92 епизода        |
| 2007        | Чък                       | Лу            | 2 епизода         |
| 2008        | Телепорт                  | Мили Харис    |                   |
| 2009        | Ню Йорк, обичам те!       | Моли          |                   |
| 2010        | Ще чакам вечно            | Ема           |                   |
| 2013        | Сексология                |               |                   |
| 2011 – 2015 | Hart of Dixie             | Зоуи Харт     |                   |